# Отрадне (район Москви)
Отра́дне (рос. Отрадное) — адміністративний район в Москві, входить до складу Північно-Східного адміністративного округу. Населення станом на 1 січня 2017 року 183921 чол., площа 10,16 км²
Район утворено в 5 липня 1995 року.

На території району розташовані станції метро Владикіно та Отрадне.